# Jenő Zichy

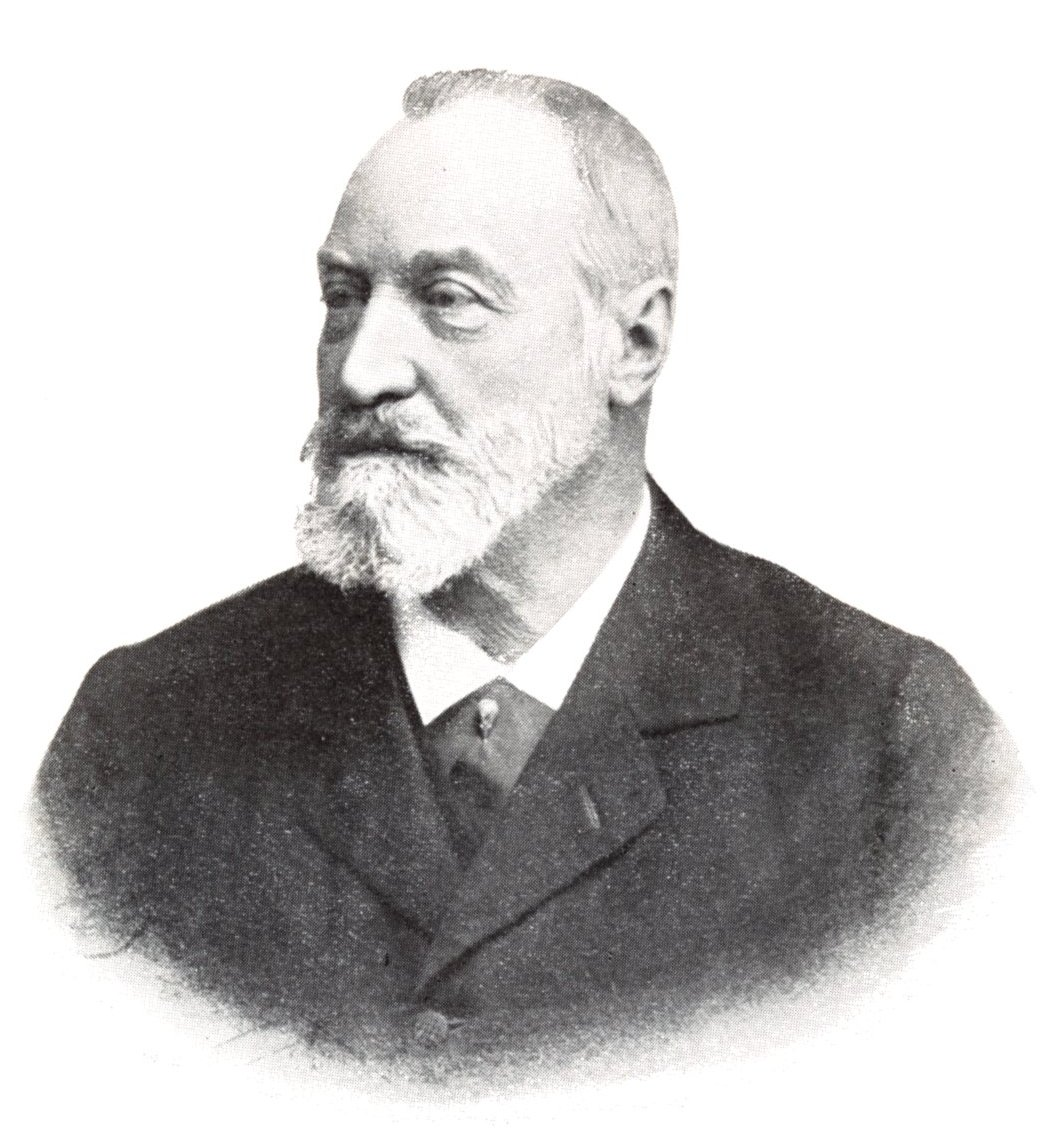
Jenő Zichy

Jenő Graf Zichy von Zich und Vázsonykeő (* 5. Juli 1837 in Sárszentmihály, Ungarn; † 26. Dezember 1906 in Meran, Österreich-Ungarn) war ein ungarischer Schriftsteller, Orientalist und Politiker.

## Leben
Zichy stammte von der ungarischen Adelsfamilie „Zichy“ ab. Sein Vater, Graf Edmund Zichy (1811–1894), war kaiserlicher Kammerherr, Staatsrat des Königreich Ungarn und Kunstsammler. Seine Mutter war Prinzessin Paolina Odelscalchi (1810–1866), Tochter des italienischen Prinzen Innocenzo Odelscalchi. Er studierte in Székesfehérvár (Ungarn) und in Deutschland und schloss sein Jurastudium 1870 ab.
Zuerst war er 1861 und dann von 1865 bis 1875 für drei Amtsperioden Abgeordneter (bis 1870 mit der Deák-Partei und später als Unabhängiger). Später trat er bei den Wahlen von 1878 auf, wurde wiedergewählt und blieb damit bis zu seinem Tod im Parlament (bis 1903 bei der Liberalen Partei, dann als Unabhängiger und schließlich bei der Unabhängigkeitspartei).
Von 1881 bis 1906 war er Präsident des Nationalen Verbandes der Ungarischen Industriellen und förderte die industrielle Entwicklung von 86 Städten in ganz Ungarn. Zichy gründete 1901 ein privates Museum in Budapest und hinterließ seine Sammlung der Hauptstadt.
Zichy wurde der Hauptorganisator der Székesfehérvár Nationalausstellung im Jahr 1879.